# Aluir Amancio
Aluir Amancio (São Caetano do Sul, 15 de fevereiro de 1968) é um ilustrador e roteirista de história em quadrinhos, concept artist e animador brasileiro.

## Biografia
Iniciou a carreira em 1981 na Maurício de Sousa Produções, trabalhando no departamento de animação e ilustrando passatempos da Turma da Mônica para o suplemento Folhinha da Folha de S.Paulo e histórias da Turma da Tina nas revistas em quadrinhos, logo em seguida, começou a trabalhar com quadrinhos Disney (Zé Carioca, Margarida e Tio Patinhas), os super-herói do tokusatsu Jaspion da Toei Company e Cybercop, os Policiais do Futuro da Toho e Senninha todas para a Abril Jovem, para a Editora Globo, ilustrou as revistas baseadas nos apresentadores Xuxa e Fausto Silva, produzidas no estúdio de Paulo José na revista de RPG Dragão Brasil da Trama, publicou a pedido de Marcelo Cassaro, a história de ficção científica Hacker, o Guerreiro Digital, foi responsável pela animação do vídeo game Férias Frustradas do Pica-Pau, jogo exclusivo para o mercado brasileiro para os consoles Master System e Mega Drive da Sega sob licença da Tec Toy, também trabalhou em um projeto de álbum de figurinhas de Sonic the Hedgehog. No final da década de 1990, Elizabeth de Fiore, editora do Grupo Abril, propôs a DC Comics, uma revista em quadrinhos baseada na série Batman: The Animated Series, produzida por Bruce Timm, o projeto não foi aprovado, no entanto, o estilo de Amancio atraiu os editores da DC e se tornou arte-finalista e desenhista da revista Superman Adventures, baseada em Superman: The Animated Series, logo em seguida, passou a produzir storyboards para os estúdios Warner Bros., Walt Disney Company e SD Entertainment, ainda pela DC Comics, ilustrou The Spirit de Will Eisner.
Em 2011, teve a oportunidade de trabalhar novamente com um personagem da Maurício de Sousa Produções, produzindo uma história do Astronauta de Maurício de Sousa para o álbum MSP Novos 50, publicado pela Panini Comics.
Em 2013, teve o projeto de graphic novel Perigo no Circo Sombrio aprovado pelo Programa de Ação Cultural do Estado de São Paulo, sendo publicada em 2016 pela Zarabatana Books.